# Pont Saint-Michel (Gaillac)
Pour les articles homonymes, voir pont Saint-Michel.
Le pont Saint-Michel de Gaillac est un pont routier en maçonnerie situé sur le Tarn entre Gaillac et Brens dans le Tarn en région Occitanie France.

## Historique
Le premier pont de Gaillac est un pont en briques réalisé en 1257 par les consuls de la ville, mais instable il fut reconstruit en 1330 puis démoli sous l'occupation Anglais quelques années plus tard. Un nouveau pont vit le jour en 1825 mais ne résista pas à la crue du Tarn du 22 décembre. En 1839 fut construit un pont suspendu, construit par les frères Seugin du même genre que le pont de  Rabastens (ancien). Puis le pont actuel fut construit en 1939.

## Origine du nom
Il doit son nom au voisinage avec l'église Saint-Michel de Gaillac et l'abbaye Saint-Michel de Gaillac.

## Caractéristiques
Il s'agit d'un pont en béton armé et de brique toulousaine composé d'une arche de 110 mètres.